# 新里奇蘭 (明尼蘇達州)
新里奇蘭（英語：New Richland）是一個位於美國明尼蘇達州沃西卡縣的城市。

## 人口
根據2020年美國人口普查的數據，新里奇蘭的面積為1.53平方千米，皆為陸地。當地共有人口1229人，而人口密度為每平方千米803人。